# Новое Поречье
Новое Поречье (укр. Нове Поріччя) — село в Городокском районе Хмельницкой области Украины.
Население по переписи 2001 года составляло 660 человек. Почтовый индекс — 32045. Телефонный код — 3251. Занимает площадь 2,806 км². Код КОАТУУ — 6821285501.

## Местный совет
32045, Хмельницкая обл., Городокский р-н, с. Новое Поречье

## Известные уроженцы, жители
- Венгржиновский, Сергей Александрович (1844—1913) — этнограф, фольклорист, историк.